# دریاچه لوموند

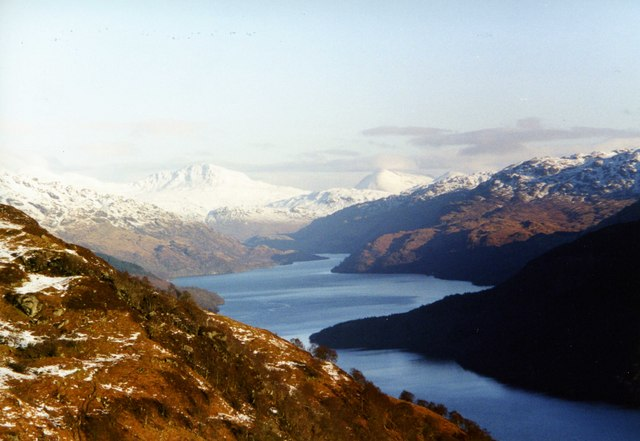
منظره دریاچه لوموند از کوه‌های اطراف

دریاچهٔ لوموند (Loch Lomond - تلفظ: لُخ لوموند یا لُک لوموند) دریاچه ای است در غرب اسکاتلند که در ۲۳ کیلومتری شمال شهر گلاسگو قرار دارد. این دریاچه به خاطر زیبایی‌های طبیعی، باشگاه‌های گلف و دسترسی آسان یکی از تفریح‌گاه‌های محبوب اسکاتلند و بریتانیا است.

## ویژگی‌های جغرافیایی

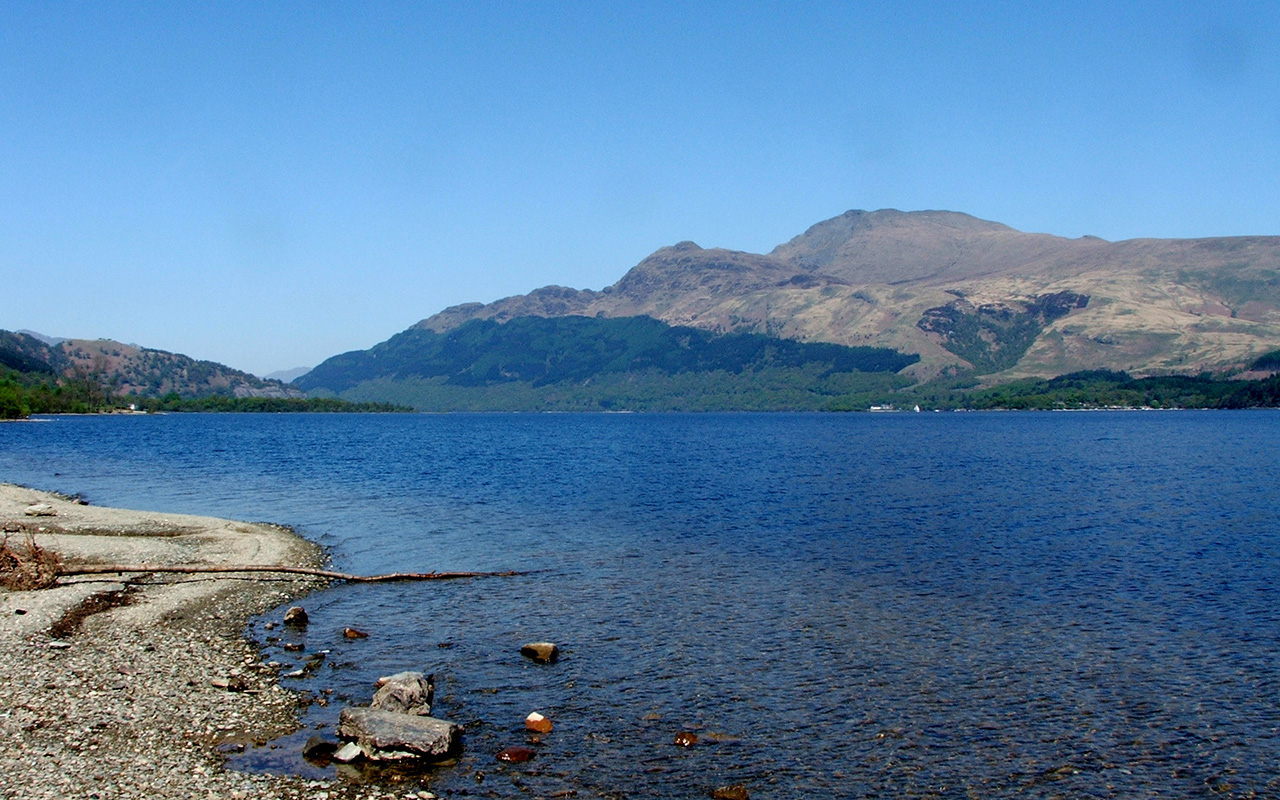
دریاچهٔ لوموند

این دریاچهٔ آب شیرین ۳۹ کیلومتر طول و در نقاط مختلف بین ۱٫۲ تا ۸ کیلومتر عرض دارد. عمق متوسط آن ۳۷ متر و در عمیق‌ترین نقطه ۱۹۰ متر است. سطح دریاچه ۷۱ کیلومتر مربع و حجم آب آن ۲/۶ کیلومتر مکعب است. از نظر مساحت، دریاچهٔ لوموند وسیع‌ترین دریاچه در جزیرهٔ بریتانیا است، و از نظر حجم آب پس از دریاچه نس در شمال اسکاتلند مقام دوم را دارا است.
این دریاچه بخشی از مجموعهٔ پارک ملی لوک لوموند و تروسکس است. راه‌آهن مشهور «هایلند غربی» از کناره‌های شرقی این دریاچه عبور می‌کند. قلهٔ «بِن لوموند» (ارتفاع ۹۷۴ متر) در شرق دریاچهٔ لوموند قرار دارد و جنوبی‌ترین قله از مجموعه قله‌های موسوم به «مونرو» (Munro) در اسکاتلند است.
این دریاچه بخشی از مجموعهٔ پارک ملی لوک لوموند و تروسکس است. راه‌آهن مشهور «هایلند غربی» از کناره‌های شرقی این دریاچه عبور می‌کند. قلهٔ «بِن لوموند» (ارتفاع ۹۷۴ متر) در شرق دریاچهٔ لوموند قرار دارد و جنوبی‌ترین قله از مجموعه قله‌های موسوم به «مونرو» (Munro) در اسکاتلند است.
بیش از ۲۰ جزیرهٔ کوچک و بزرگ در دریاچهٔ لوموند وجود دارد که تعدادی از آنها تحت مالکیت خصوصی هستند. جزیرهٔ «اینکمارین» (Inchmurrin) نه تنها بزرگترین جزیرهٔ این دریاچه، بلکه بزرگترین جزیره در دریاچه‌های بریتانیا است. جزیره‌های این دریاچه از نظر حیات وحش بسیار حائز اهمیت و محافظت شده هستند. یکی از این جزیره‌ها مسکن گروه بزرگی از والابیهای استرالیایی است که در دهه ۱۹۷۰ میلادی از استرالیا به این مکان منتقل شدند.

## بازی گلف
باشگاه گلف لوک لوموند یکی از شناخته‌شده‌ترین باشگاه‌های گلف اسکاتلند و میزبان بسیاری از مسابقات بین‌المللی مثل «اسکاتیش اوپن» است. باشگاه گلف دیگری به نام «کریک» (The Carrick) نیز در اطراف این دریاچه قرار دارد.
شرکت «هواپیماهای دریایی لوک لوموند» با سرویس هوایی-آبی ویژه‌ای مسافران را از رود کلاید در مرکز شهر گلاسگو به باشگاه‌های گلف در کنار دریاچهٔ لوموند منتقل می‌کند.

## قایقرانی

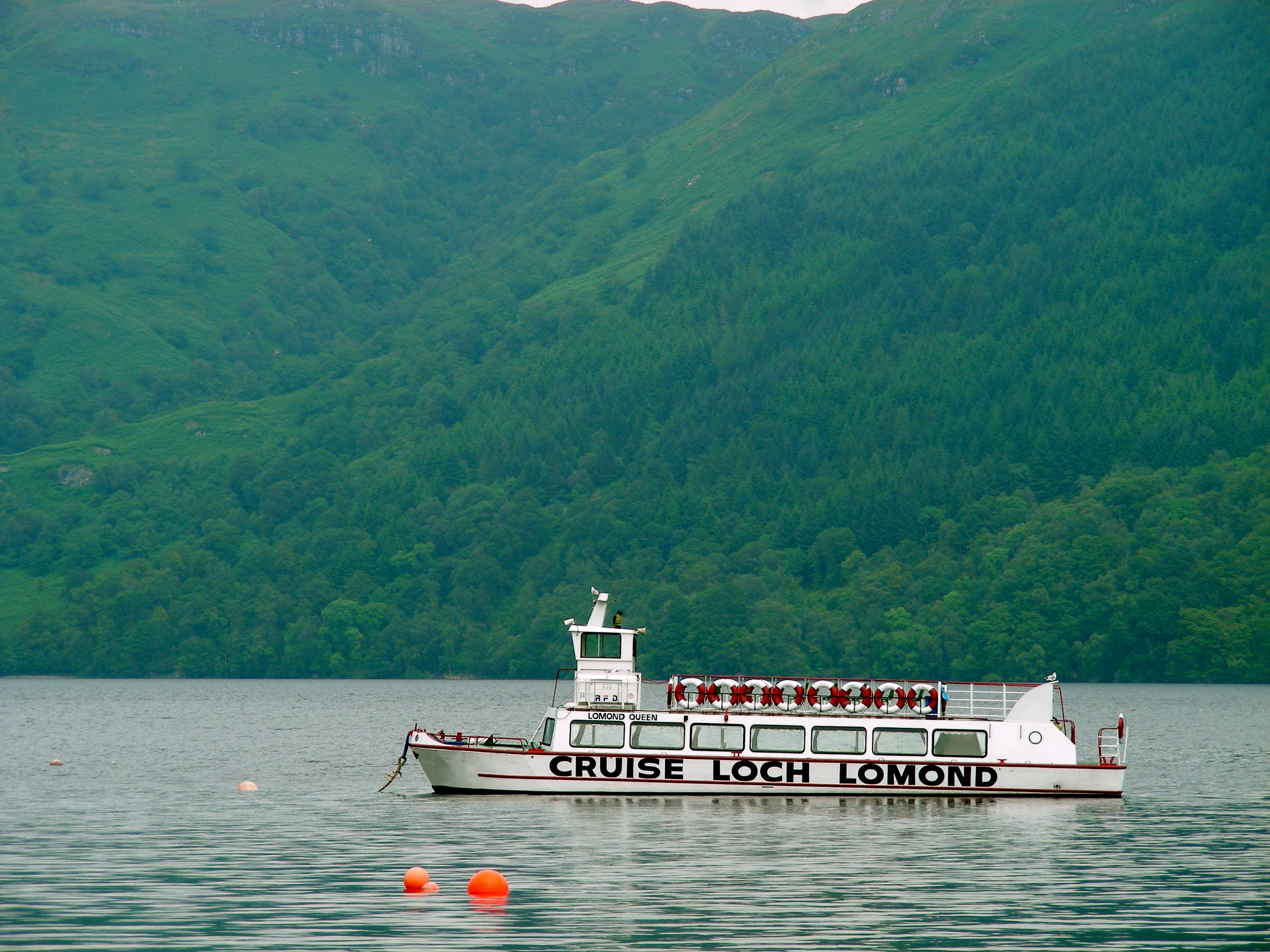
کشتی توریستی که در سواحل دریاچهٔ لوموند لنگر انداخته است.

دریاچه لوموند یکی از دریاچه‌های مورد علاقهٔ قایقرانان است و باشگاه قایقرانی لوک لوموند در شمال شرقی آن واقع شده است. علاوه بر قایق‌های تفریحی خصوصی، امکان گردش توریستها در اطراف دریاچه با کشتی‌های کوچک توریستی وجود دارد.

## جزیره‌های دریاچه

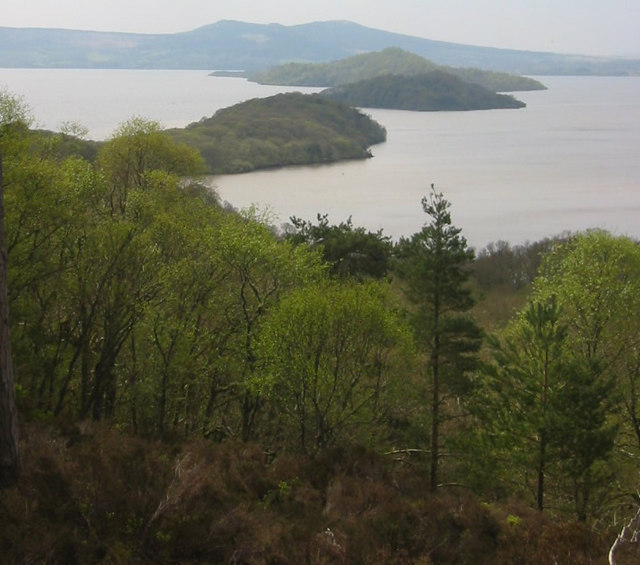
جزایر در دریاچه لوموند. نگاهی به جنوب غربی از اینچ‌کالوچ در امتداد خط گسل مرزی هایلَند تا تورینچ، کرنچ، اینچمورین و بن‌بووی

بیش از ۲۰ جزیرهٔ کوچک و بزرگ در دریاچهٔ لوموند وجود دارد که تعدادی از آنها تحت مالکیت خصوصی هستند. جزیرهٔ «اینکمارین» (Inchmurrin) نه تنها بزرگترین جزیرهٔ این دریاچه، بلکه بزرگترین جزیره در دریاچه‌های بریتانیا است. جزیره‌های این دریاچه از نظر حیات وحش بسیار حائز اهمیت و محافظت شده هستند. یکی از این جزیره‌ها مسکن گروه بزرگی از والابیهای استرالیایی است که در دهه ۱۹۷۰ میلادی از استرالیا به این مکان منتقل شدند!

## ویسکی‌سازی لوک لوموند
کارگاه تقطیر ویسکی لوک لوموند در شهر کوچک الکساندریا در نزدیکی دریاچه لوموند قرار دارد. ویسکی تولیدی در این کارخانه در ردهٔ ویسکی تک‌جو هایلند اسکاتلندی طبقه‌بندی می‌شود.

### ویسکی لوک لوموند در ماجراهای تن‌تن و میلو
در سری کتاب‌های «ماجراهای تن‌تن و میلو»، کاپیتان هادوک عاشق ویسکی اسکاتلندی «ویسکی لوک لوموند» است و در هر فرصتی، خصوصاً در لحظات سخت و نفس‌گیر از ویسکی لوک لوموند می‌نوشد و شجاعت‌های مثال‌زدنی از خود نشان می‌دهد.